# اشلی براون

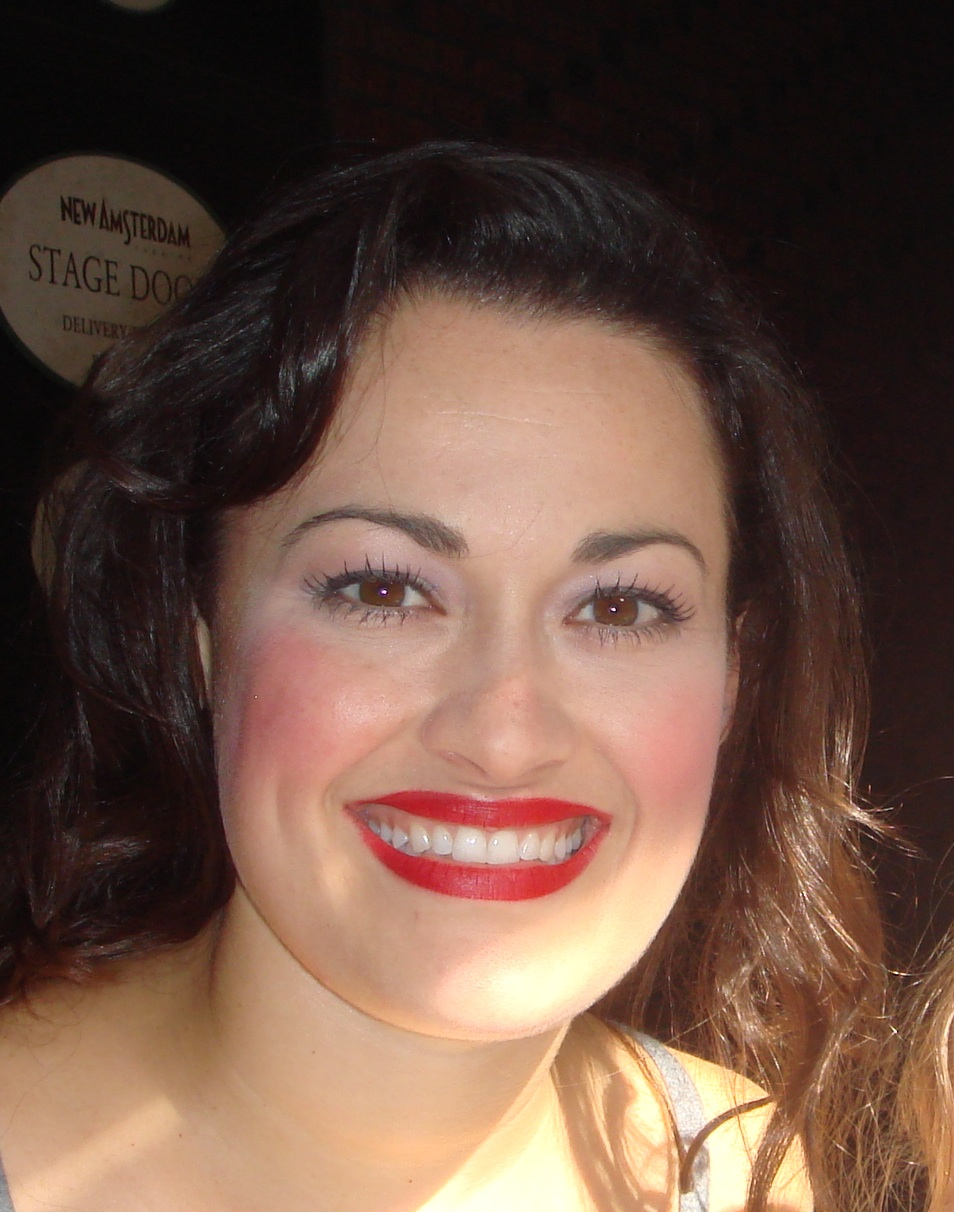

اشلی براون (زاده ۳ فوریه ۱۹۸۲) یک خواننده و بازیگر آمریکایی است که بیشتر به خاطر بازی در نقش شخصیت اصلی در تور ملی ایالات متحده و تئاتر برادوی مری پاپینز شناخته شده‌است. براون در ۱۸ آوریل ۲۰۱۰ با بازیگر دانیل ویسلر نامزد کرد. آنها در ۵ نوامبر ۲۰۱۱ ازدواج کردند. براون در ۹ می ۲۰۱۶ یک نوزاد دختر به دنیا آورد.
براون در ۳ فوریه ۱۹۸۲ در خلیج بریز، پنساکولا، فلوریدا به دنیا آمد و کوچک‌ترین از چهار فرزند بود. او خوانندگی را از ۶ سالگی شروع کرد و سپس از ۱۴ سالگی به آموزش حرفه ای آواز پرداخت. او در کالج سینسیناتی-کنسرواتوار موسیقی تحصیل کرد. براون در ابتدا توجه تارا روبین، مدیر بازیگران را به خود جلب کرد. پس از یک تست موفقیت‌آمیز، او در تولید تور دیزنی On the Record انتخاب شد. این به نوبه خود منجر به اولین حضور او در برادوی در ۲۰ سپتامبر ۲۰۰۵ شد. او پس از هشت ماه این نقش را در ۲۸ می ۲۰۰۶ ترک کرد و سارا لیتسسینگر جانشین او شد.